# Молокин, Александр Георгиевич
Молокин Александр Георгиевич (24 августа 1880, Вильна — 23 января 1951, Харьков) — архитектор, преподаватель.

## Биография
Александр Георгиевич родился в семье выходца из крестьян художника-живописца Г. Молокина, который был родом из с. Упирвичы Тверской губернии. Александр окончил Вильнюсское Реальное училище. В 1898 г. — А. Г. Молокин поступил в Институт Инженеров Путей Сообщения в Петербурге, но, проучившись два года, оставил его. По конкурсу был зачислен на первый курс Петербургского Института гражданских инженеров. Одновременно работал помощником архитектора, выполнял и самостоятельные проекты. Например, под его руководством было построено Земскую управу в г. Зарайск.
В 1910 г. — с отличием окончил институт. Имя А. Г. Молокин было занесено на мраморную доску. Был зачислен ассистентом и преподавал Строительное искусство, практикуя как архитектор. В 1913 г. — А. Г. Молокин со своей семьей переехал в Харьков, чтобы принять участие в строительстве Крестьянского поземельного банка. В 1914 г. — Молокин по конкурсу занимает одновременно две должности : городского архитектора и преподавателя архитектуры в Харьковском Технологическом институте. В 1917 г. — получил звание доцента. В 1921 — получил звание профессора, по состоянию здоровья оставил должность городского архитектора. В 1923 г. — заведующий кафедрой специальной архитектуры в ХТИ. В 1923—1929 гг. — профессор гражданской архитектуры в ХТИ. В 1926—1929 гг. — научный сотрудник научно — исследовательской кафедры инженерно-строительных наук при ПТИ.
1930 — создан Харьковский инженерно-строительный институт, в котором А. Г. Молокин возглавил кафедру . До конца жизни он руководил кафедрой, несколько лет был деканом архитектурного факультета, готовил аспирантов. В 1935 г. — А. Г. Молокин утвержден научным корреспондентом бывшей Академии архитектуры СССР. В 1936 г. — избран почетным членом- корреспондентом Королевского общества Британских архитекторов. В 1944 году — за активное участие в восстановлении разрушенного Харькова был награждён орденом «Знак Почёта». На протяжении всей жизни Молокин вел активную научную и общественную деятельность, неоднократно избирался в состав Правлений Союза архитекторов СССР, написал большое количество статей и докладов по вопросам архитектуры. Александр Георгиевич Молокин умер 23 января 1951, похоронен на 2—м городском кладбище Харькова.

## Творчество
Домам, построенным по проектам Молокини О. Г. в Харькове, присвоен статус памятников архитектуры Харькова:
- 1914 г. — Крестьянский поземельный банк по ул. Епархиальной (ныне ул. Артема, 29). Охранный № 178. Сейчас учебный корпус ХНПУ им. Г. С. Сковороды.
- 1925—1927 г.г. — дом «Госстраха» по ул. Сумской, 40. Охранный № 2. Сейчас учебный корпус ХНУСА. В соавторстве с Иконниковим Г. Д., Лымарь Е. А.
- 1928—1930 г.г. — комплекс общежитий (Студенческий городок «Гигант») по ул. Пушкинской, 79. Охранный № 14. В соавторстве с Иконниковим Р. Д.
- 1928—1930 г.г. — рентгенакадемия по ул. Пушкинской, 82. Охранный № 16. В соавторстве с Эстровичем В. А.

Кроме того, Молокин спроектирован ряд гражданских сооружений в Луганске, Тирасполе, Шепетовке, Ташкенте.